# پیر بارلاگه
پیر بارلاگه (انگلیسی: Pierre Barlaguet; ۱۸ اکتبر ۱۹۳۱ – ۱۶ اکتبر ۲۰۱۸) بازیکن فوتبال اهل فرانسه بود.
وی همچنین برندهٔ جوایزی همچون لژیون دونور (شوالیه) شده‌است.
از باشگاه‌هایی که در آن بازی کرده‌است می‌توان به باشگاه فوتبال نیم المپیک اشاره کرد.